# Òpera Nacional d'Estònia
L'Òpera Nacional d'Estònia (Rahvusooper Estonia) és la companyia nacional d'òpera d'Estònia. Té la seu al Teatre Estònia, de Tallinn. El recinte teatral  ha tingut diversos noms al llarg de la seva existència. L'últim és Òpera Nacional d'Estònia, que es va adoptar el 1998. La companyia produeix una temporada animada i variada que inclou òperes, ballets, operetes o  musicals, amb una nòmina de més de 500 persones treballant-hi actualment.

## Història
L'any 1865 es va fundar la Societat de la Cançó i el Teatre d'Estònia. Aquest va ser l'inici del que s'havia de convertir en l'actual Òpera Nacional d'Estònia (en estonià: Rahvusooper Estonia).
El 1871 s'hi va incorporar la interpretació teatral, tot i que el teatre com a tradició no va néixer realment fins al 1895, quan la Societat va començar a dirigir obres musicals, obres de teatre populars, normalment amb cant i dansa.  Al segle XIX es representaven principalment peces folklòriques i de comèdia; a principis del segle XX s'estaven posant en escena drames més seriosos.
El 1906, aquesta Societat, anomenada Estònia, esdevingué la base del teatre professional, establerta pels directors i actors Paul Pinna i Theodor Altermann. L'any 1913 es va traslladar a la seu del teatre de nova construcció, que ja era el més gran de la ciutat, situat al bulevard on encara és avui en dia.
La societat Estònia es va mantenir fins al 1940, moment en què es va haver de dissoldre sota el domini soviètic com a part de «la resta burgesa» i el teatre va ser nacionalitzat.
Les obres teatrals s'hi van representar fins al 1949, quan es va dissoldre el grup teatral. Després de la liquidació del grup de teatre s'ha mantingut en funcionament el Teatre de Música d'Estònia, oferint al públic tant òpera clàssica com contemporània, ballet, opereta, produccions musicals i infantils.

## Repertori històric
- 1907: es va posar en escena la primera opereta, Mam'zelle Nitouche, d'Hervé
- 1908: es va posar en escena la primera òpera, Das Nachtlager in Granada, de Kreutzer
- 1911: la primera opereta estoniana escenificada, Nit de Sant Joan, d'Adalbert Wirkhaus
- 1922: la primera representació de ballet al vespre, Coppélia, de Léo Delibes
- 1928: la primera òpera estoniana, Vikerlased [Els vikings], d'Evald Aav
- 1944: el primer ballet estonià, Kratt, d'Eduard Tubin

## Diverses denominacions
La companyia d'òpera també és coneguda com el Teatre d'Estònia, per l'edifici que ocupa al centre de Tallinn, que va ser construït en un esforç nacional col·lectiu sota el lideratge de la Societat Estònia, l'any 1913, i es va obrir al públic el 24 d'agost del mateix any.
El teatre ha tingut molts noms diferents al llarg del temps, però des de 1998 s'anomena Òpera Nacional d'Estònia i funciona com una institució pública, d'acord amb la Llei que la República d'Estònia aprovà el 1997.

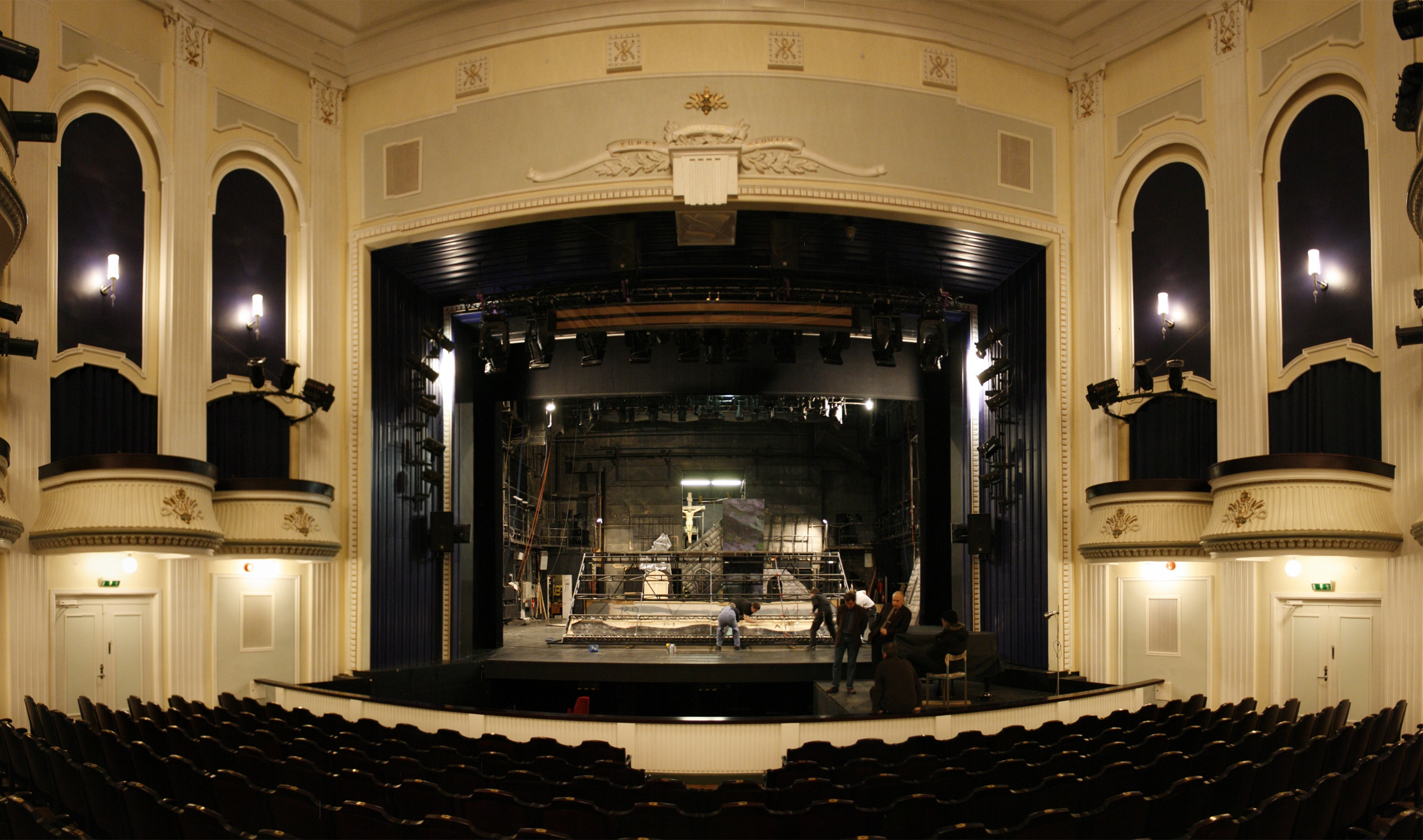
Sala del Teatre Estònia

## L'edifici
La seu del teatre, d'estil Art Nouveau i inaugurant al 1913, va ser dissenyat pels arquitectes finesos Armas Lindgren i Wivi Lönn. Situat al bulevard on encara és avui en dia, té una ala dedicada a allotjar un teatre i una altra a hostatjar la sala de concerts. L'edifici està inscrit al Registre Nacional de Monuments Culturals.
El teatre de l'òpera va ser bombardejat pels atacs aeris soviètics el 9 de març de 1944 i va quedar molt destruït.  El teatre i la sala de concerts es van haver de refer en la segona meitat de la dècada de 1940, d'acord amb el projecte de l'arquitecte Alar Kotl. El recinte va ser reobert després de la guerra, al 1947. Els pintors estonians Richard Sagrits, Elmar Kits i Evald Okas van pintar el sostre al tremp a l'estil del realisme socialista.

## Actualitat
Al 2003 es va inaugurar una sala de cambra multifuncional al teatre i l'empresa va celebrar el centenari l'any 2006, amb reformes a les sales del públic i en bars i cafeteries del recinte. La celebració es va dur a terme en un teatre d'òpera acabat de reformar, que acull alhora l'Òpera Nacional, el Concert d'Estònia i l'Orquestra Simfònica Nacional.

## La gestió
| Direcció - Aarne Viisimaa (1927–1944) Direcció en cap - Otto Hermann [alemany] (1906–1908) - Adalbert Wirkhaus (1908–1912) | - Raimund Kull (1912–1942) - Juhan Aavik (1925–1933) - Verner Nerep (1942–1944) - Priit Nigula [alemany] (1942–1951) - Kirill Raudsepp [alemany] (1951–1963) - Neeme Järvi (1963–1975) | - Eri Klas (1975–1994) - Paul Mägi (1995–2002) - Jüri Alperten (2002–2004) - Arvo Volmer (2004–2012) - Vello Pähn (2012–2019) - Arvo Volmer (2019–) |

El director general de l'Òpera Nacional d'Estònia és Ott Maaten. El director artístic del Ballet Nacional d'Estònia és Linnar Looris.